# Viola dichroa
Viola dichroa är en violväxtart som beskrevs av Pierre Edmond Boissier och Huet.. Viola dichroa ingår i släktet violer, och familjen violväxter. Inga underarter finns listade i Catalogue of Life.